# Zoboomafoo
Zoboomafoo — детская образовательная телепрограмма о живой природе, созданная биологами Мартином и Крисом Краттами (известными вместе как братья Кратт) и Лео Итон. Впервые вышла в эфир в американской некоммерческой сети PBS 25 января 1999 года.

## Номинации и премии программы и её создателей
Yahoo Awards
- 1998 — Yahooligans! Cool Site Award
- 1999 — Yahoo! Picks Award
- 2000 — Yahooligans Cool Site Award[1]

Parent’s Choice Foundation Awards
(включая премии релизам конкретных выпусков и сопутствующим продуктам)
- Весна 2000 — Серебряная премия Parent’s Choice Awards в категории «Телевидение»[2]
- Весна 2001 — Золотая премия в категории «Телевидение»[3]

Серебряная премия в категории Home Video за видеорелиз Zoboomafoo: Zoboo’s Little Pals
Серебряная премия в категории Home Video за видеорелиз Zoboomafoo: Play Day at Animal Junction
- Осень 2001 — Серебряная премия в категории «Телевидение»[6]
- Осень 2002 — Золотая премия в категории «Программное обеспечение» за игру Zoboomafoo Animal Alphabet[7]

Дневная премия «Эмми»
- 2000 — Номинация в категории «Лучшая режиссёрская работа в детском сериале» (Джесси Коллинз, Митчелл Кригман)
- 2001 — Номинация в категории «Лучший монтаж однокамерной съёмки» (Жюль Колетт, Мелани Макдональд)
- 2001 — Премия в категории «Лучшая режиссёрская работа в детском сериале» (Жак Лаберж, Пьер Рой)[8]